# NGC 3821
NGC 3821 est une galaxie lenticulaire située dans la constellation du Lion. NGC 3821 a été découvert par l'astronome germano-britannique William Herschel en 1785.

## Caractéristiques
La classe de luminosité de NGC 3821 est I-II et elle présente une large raie HI. De plus elle présente un noyau en retrait (RET, retired nucleus).

### Distance
Sa vitesse par rapport au fond diffus cosmologique est de 6 091 ± 23 km/s, ce qui correspond à une distance de Hubble de 89,8 ± 6,3 Mpc (∼293 millions d'al).

### Classification
Les avis diffèrent grandement sur la classification de NGC 3821, spirale intermédiaire selon les bases de données NASA/IPAC et le professeur Seligman, spirale barrée selon Wolfgang Steinicke et lenticulaire selon la base de données HyperLeda. Aucun bras spiral n'est visible sur l'image obtenue des données SDSS. Même si HyperLeda est la seule source indiquant que NGC 3821 soit une galaxie lenticulaire, il semble que ce soit le cas. L'anneau externe de cette galaxie est bien visible sur son image.

## Groupe de NGC 3861
Selon un article publié par A.M. Garcia en 1993, NGC 3821 fait partie du groupe de NGC 3861. Ce groupe de galaxies contient au moins 13 galaxies dont NGC 3816, NGC 3845, NGC 3859, NGC 3860, NGC 3861, NGC 3873 et NGC 3886.
Note importante : dans l'article de Garcia NGC 3860 et NGC 3861 sont respectivement désignés UGC 6718 et UGC 6724, ce qui porte vraiment à confusion.
Un article publié en 1998 par Abraham Mahtessian mentionne aussi un groupe de cinq galaxies qui font partie du groupe de NGC 3861. Ce sont les galaxies NGC 3816, NGC 3821, NGC 3861, NGC 3873 et NGC 3886. Les galaxies NGC 3845, NGC 3859 et NGC 3860 n'apparaissent pas dans la liste de Mahtessian.
Note : la galaxie NGC 3860 (UGC 6718 dans la liste de Garcia) se retrouve dans un autre groupe décrit par Abraham Mahtessian, le groupe de NGC 3842. Ces deux groupes sont dans la même région du ciel et à des distances différentes de la Voie lactée, une moyenne de 102,3 ± 4,4 Mpc (∼334 millions d'al) pour le groupe de NGC 3842, en excluant NGC 3860, et de 87,1 ± 4,6 Mpc (∼284 millions d'al) pour le groupe de NGC 3861. La galaxie NGC 3860 est à 87,6 Mpc et donc elle appartient définitivement au groupe de NGC 3861 et non à celui de NGC 3842.

## Amas du Lion
Les galaxies du groupe de NGC 3861 font partie de l'amas du Lion (Abell 1367).